# Calvincykeln

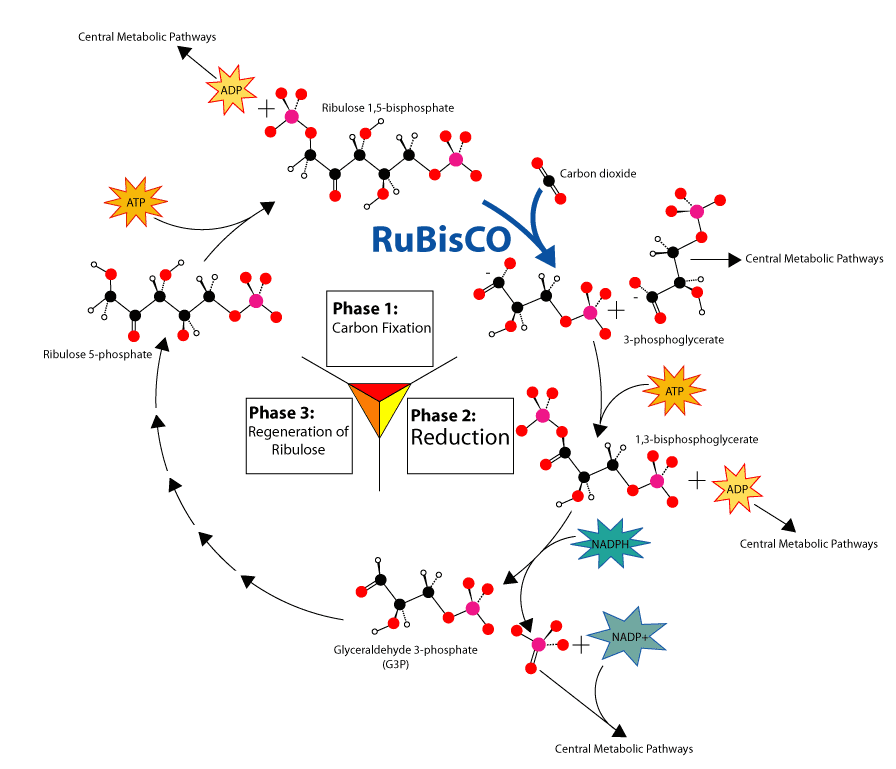
Översikt över de viktigaste kemiska reaktionerna i calvin-cykeln

Calvincykeln är delen av fotosyntesen där kolhydrater bildas. Den är uppkallad efter biokemisten Melvin Calvin.
I fotosyntesen använder växter energin i absorberade fotoner till att bilda kemiska föreningar som den har användning för, framför allt för att bygga upp den egna organismens struktur och som energibärare (bränsle) till processerna som äger rum i växten. 
I tiden när man inte visste hur detta gick till myntade man termen fotosyntes utan att känna till hur många eller hur olika delprocesser som ingick: från absorbering av foton till bildandet av kolhydrater. I modern tid har det gjorts en första grov uppdelning i de första reaktionerna efter att ljuset absorberats och de senare, där stabila kolhydrater bildas. De första stegen kallas med ett sammanfattande namn för ljusreaktionerna. De senare kallas kolreaktionerna (eller möjligen mörkerreaktionerna). Gränsen dras vid skapandet av NADPH och ATP. Kolreaktionerna är alltså den process som med användning av energi från ATP och NADPH bygger om koldioxid och vatten till kolhydrater. 
Ljuset deltar inte i mörkerreaktionerna. Men eftersom NADPH och ATP är så kortlivade substanser fortgår ändå mörkerreaktionerna till största delen när växterna är belysta. Möjligen kan man säga att en liten del av mörkerreaktionerna i vissa växter fortgår endast i mörker (den första kolfixeringen i CAM-växter). 
Kolreaktionerna äger huvudsakligen rum i stroman, det vill säga utanför tylakoiderna inne i kloroplasten. Detta är lämpligt eftersom de kortlivade substanser som driver processen, det vill säga förser den med den nödvändiga energin, produceras på tylakoidernas utsida. 
Den delmängd av kolreaktionerna där kolhydraterna bildas kallas Calvincykeln. I Calvincykeln binds koldioxid till en molekyl som består av en kolhydrat med 5 kol och två stycken fosfatgrupper, ribulos-1,5-bisfosfat. Då bildas två stycken 3-kols-molekyler. Till vardera av dessa binds fosfatgrupp elektron och proton. Detta kräver energi, som kommer från ATP (fosfatgruppen) och NADPH (elektronen). Därmed har två triosfosfater bildats, närmare bestämt glyceraldehyd-3-fostat eller dihydroxyacetonfosfat. Dessa är isomerer som lätt omvandlas till varandra. Var sjätte triosfosfat som bildas används till att producera sukros eller stärkelse. Vilket av dessa två det blir beror på om växten för tillfället behöver energi eller byggnadsmaterial (sukros) eller ska lagra resurser för en längre tid (stärkelse). De andra fem triosfosfaterna används för att bilda nya ribulos-1,5-bisfosfat. Dessa används sedan för ett nytt varv i Calvincykeln. Det är så det blir en cykel. Återbildandet av ribulos-1,5-bisfosfat är en ganska komplicerad process som kräver åtta olika enzymer och som först grenar ut sig i fyra olika vägar. Glyceraldehyd-3-fosfat används på fyra olika sätt för att bilda nya molekyler, som sedan omvandlas vidare tills det har blivit ribulos-1,5-bisfosfat. Av fem glyceraldehyd-3-fosfat blir det alltså tre ribulos-1,5-bisfosfat. För detta krävs ytterligare tre ATP. För att bilda en glyceraldehyd-3-fosfat går det alltså åt nio ATP och sex NADPH. 
Det kritiska steget i Calvincykeln är bindandet av koldioxid till ribulos-1,5-bisfosfat. Dels för att kol-syre-bindningarna i koldioxid är så starka, svåra att bryta upp. Dels för att koncentrationen av koldioxid i atmosfären är så låg. För att ändå klara detta använder växten stora mängder (hälften av proteinvikten i ett löv) av ett stort enzym (560 kDalton). Delvis beror den stora viktandelen på att enzymet är så stort. Enzymets namn är ribulos-bisfosfat-carboxylas/oxygenas, ofta förkortat rubisco. Karboxylas i namnet betyder att det binder koldioxid till en annan molekyl och därmed skapar en karboxyl-grupp. Oxygenas i namnet står för att det också kan binda in en syremolekyl i stället för koldioxid.